# Music (film)
Music è un film del 2021 diretto da Sia.
La cantante, al suo debutto come regista, ha anche scritto la sceneggiatura insieme all'autore del soggetto, Dallas Clayton, ha scritto parte delle musiche e figura tra i produttori della pellicola. L'opera presenta come protagonista Maddie Ziegler, ballerina già protagonista di gran parte della videografia della cantante, e la nota attrice Kate Hudson. Mentre le vicende del film si susseguono, dei numeri musicali vengono messi in scena per esprimere le emozioni provate dai personaggi: le canzoni vengono cantate in parte da Sia e in parte dal cast, mentre ad eseguire le performance sceniche sono i tre attori principali (Ziegler, Hudson e Odom) in compagnia di vari ballerini.

## Trama
Zu, donna con problemi di droga alle spalle e che ha rovinato con le sue mani molti momenti della propria vita, viene nominata come unica tutrice di Music, sua sorellastra autistica, in seguito alla morte della loro nonna comune. Gestire Music è molto difficile: la ragazza deve seguire sempre la stessa identica routine, ogni minimo cambiamento le fa avere un turbinio di stimoli che si traduce in una terribile crisi per lei, motivo per il quale Zu dovrà cambiare molto la sua vita per lei. Zu è sempre stata uno spirito libero, in grado di badare a malapena a se stessa: con un passato da drogata e alcolista, la donna continua a vivere lavorando come spacciatrice, anche per clienti molto facoltosi come la popstar Sia, che vorrebbe acquistare da lei degli antidolorifici da donare in beneficenza. Vista la sua particolare situazione, Zu in un primo momento è abbastanza insofferente verso la responsabilità che le è stata assegnata, ma presto scoprirà che gli ostacoli della vita sono più facili da affrontare quando hai una persona fidata al tuo fianco. Mentre Zu cerca di prendersi cura di sua sorella, le crisi della ragazzina si scontrano con i rischi dell'attività svolta da Zu e con i suoi vecchi demoni.
Ad aiutare le due sorelle a costruire un equilibrio c'è Ebo, un vicino di casa che vuole molto bene a Music e con un vissuto tale da poter insegnare moltissimo a Zu. Originario del Ghana e con una storia familiare complessa per molti motivi, Ebo è stato campione di boxe e ora si guadagna da vivere non senza difficoltà insegnando proprio lo sport che un tempo praticava. Tra Zu ed Ebo si sviluppa quasi immediatamente un feeling molto particolare, tuttavia lui non riesce a lasciarsi andare: Ebo è infatti malato di AIDS, e teme di danneggiare in questo modo una sua eventuale compagna. Tra le responsabilità dell'ex pugile c'è avere fra i propri alunni anche Felix, un ragazzo asiatico con gravi problemi familiari che si ritrova a subire un terribile incidente domestico a causa di un padre adottivo molto violento. Le problematiche di Ebo, Zu e Music si intersecano fra di loro e rischiano di minare al benessere di tutti loro: ciò porta ad una vera e propria reazione autodistruttiva di Zu. A questo punto George, un vicino di mezz'età che per primo aveva scoperto la morte della nonna di Zu e Music, riesce a vincere l'iniziale differenza per Zu e inizia ad impegnarsi al massimo pur di aiutare le due giovani donne.
Zu cerca di mettere a posto la sua vita, di trovare un lavoro serio e di disintossicarsi una volta per tutte, ma le enormi difficoltà che incontra in questo percorso la spingono a desistere e ad affidare Music a una struttura affinché qualcuno riesca a prendersi cura al meglio di lei. Proprio quando dovrebbe abbandonare sua sorella, Zu capisce che non possono fare a meno l'una dell'altra e decide di riportarla con sé a casa. Nello stesso momento Ebo, la cui ex moglie sta per sposarsi proprio con suo fratello, pronuncia un discorso al matrimonio: qui viene raggiunto da Music e Zu, e quest'ultima gli rivela a cuore aperto di voler passare la sua vita insieme a lui ed a sua sorella nonostante tutte le avversità. Ebo e Zu iniziano a suonare a cantare una canzone che tempo prima la madre di Zu e Music aveva composto: a sorpresa proprio Music, che fino a quel momento aveva comunicato molto poco nel corso della sua vita, inizia a cantare il brano. I tre si costruiscono dunque una vita familiare insieme, all'interno della quale entrerà presto a far parte anche un cane.

## Produzione
Nel 2015 Sia ha annunciato di stare lavorando al suo primo film da regista e che l'opera avrebbe avuto come protagonista Maddie Ziegler, già protagonista di quasi tutti i suoi videoclip musicali nonché prima ballerina in molte esibizioni e in interi tour dell'artista. Il film si basa su un soggetto scritto dall'autrice Dallas Clayton nel 2007: Clayton e Sia hanno dunque lavorato insieme alla sceneggiatura. Durante le interviste, Sia ha dichiarato di aver gradito molto il processo di scrittura e regia del film in quanto ha permesso alla sua creatività di prendere forma esattamente come avviene con la musica; la cantante ha tuttavia ammesso di aver lasciato le questioni tecniche della produzione ad esperti.
In un primo momento, il film non avrebbe dovuto essere un musical e il budget previsto ammontava a 4 milioni di dollari. Nel momento in cui Sia ha deciso di aggiungere la componente musicale all'opera, tuttavia, il budget è salito a ben 16 milioni di dollari. Le canzoni incluse nei numeri musicali del film sono state tutte scritte da Sia stessa, mentre le coreografie sono state create dal coreografo Ryan Heffington. Il film è stato girato nel 2017, quando Ziegler aveva 14 anni. In un primo momento avrebbe dovuto intitolarsi Sisters.

## Colonna sonora
Music - Songs from and Inspired by the Motion Picture, contemporaneamente nono album di Sia e colonna sonora del film, sarà pubblicata in tutto il mondo il 12 febbraio 2020 in concomitanza con il film. L'album includerà 14 canzoni, tutte interpretate da Sia e alcune in collaborazione con altri artisti. La versione per il mercato giapponese includerà 16 brani.

## Distribuzione
Inizialmente previsto per il 2019, il film è stato successivamente posticipato prima al 2020 e poi al 2021. Il trailer del film è stato pubblicato a partire dal 19 novembre 2020. Il film è stato pubblicato il 14 gennaio 2021 in Australia, mentre verrà reso disponibile nel resto del mondo a partire dal 12 febbraio 2021. In Italia il film è reso disponibile a noleggio dal 22 al 28 febbraio sul sito My Movies.

## Accoglienza

### Critica
Il film è stato giudicato in maniera negativa dalla critica in seguito alla sua pubblicazione in Australia. Su Rotten Tomatoes il film riceve il 9% delle recensioni professionali positive con un voto medio di 4,2 su 10 basato su 7 critiche.

## Riconoscimenti
- 2021 - Golden Globe
  - Candidatura per il Miglior film commedia o musicale
  - Candidature per la Miglior attrice in un film commedia o musicale a Kate Hudson
- 2021 - Razzie Awards
  - peggior regista a Sia
  - peggiore attrice a Kate Hudson
  - peggiore attrice non protagonista a Maddie Ziegler
  - Candidatura al peggior film

## Controversie
Prima ancora della sua pubblicazione, il film è stato attaccato duramente da parte dell'opinione pubblica per via della scelta di Sia di affidare il ruolo di Music a Ziegler, la quale non è realmente autistica, e di rendere il personaggio completamente muto. La prima scelta è stata criticata da chi sostiene che assegnare un ruolo simile a persone non neurodiverse mina alla rappresentatività delle persone autistiche nel mondo dello spettacolo, mentre la seconda è stata criticata in quanto promuoverebbe stereotipi falsi sull'autismo. Clem Bastow, giornalista autistico che scrive per il The Guardian ha definito "penosa" la performance della Ziegler e dannosa l'opera nel suo complesso, in quanto mostrerebbe gli autistici in un'ottica infantile che non li rappresenterebbe. La cantante ha reagito duramente contro queste prese di posizione attraverso alcuni tweet.